# Servius Cornelius Lentulus Maluginensis
Servius Cornelius Lentulus Maluginensis († 23) war ein römischer Politiker und Senator.
Lentulus war wohl der jüngere Sohn des Gnaeus Cornelius Lentulus Augur. Im Jahr 10 war er Suffektkonsul. Im Jahr 22 wollte er zur Losung um das Prokonsulat der Provinz Asia zugelassen werden, was ihm jedoch als Flamen dialis nicht gestattet wurde. Im darauffolgenden Jahr starb er. Seine Schwester war mit Lucius Seius Strabo, dem Vater des Lucius Aelius Seianus, verheiratet.